# Курепипе
Курепипе, Кюрпип — город в Республике Маврикий. Город прозван La Ville Lumière (дословно — «Город света») из-за того, что стал первым городом на острове, куда проведено электричество. Население — 79 273 чел.

## Описание
Курепипе, по сравнению с другими частями острова, находится на большой высоте, поэтому иногда упоминается как «центральное плато». Одна из природных достопримечательностей города — кратер близлежащего потухшего вулкана Тру-о-Серф.
В городе расположена вещательная корпорация MBC, стадион имени Георга V. На стадионе проходили 6-е по счёту Игры Островов Индийского Океана (Jeux des Iles de L’Ocean Indien, JIOI). Королевский Колледж Курепипе и колледж им. Святого Джозефа расположены в центре города. Есть библиотека, хорошо известная своей коллекцией рукописей и книг Индийских Островов, построенная Фондом Карнеги в 1917 году. Одной из главных достопримечательностей является ботанический сад, в котором произрастают редкие виды пальм со всего мира.
Город находится в зоне умеренного климата, где зима достаточно холодная, а лето влажное и дождливое. Город окружают хвойные леса, это свидетельствует о том, что в регионе богатая почва.

## История
Французы основали поселение в самом начале французской колонизации острова, вероятно, прохладный климат напоминал колонизаторам Францию. Соседний город даже назван «Новель-Франс», что в переводе звучит как «Новая Франция». В 1858 году население Курепипе составляло 200 человек.
В 1860-х годах, после вспышки эпидемии малярии, жители Порт-Луи вынуждены бежать из своего города и остановиться в Курепипе. С тех пор город начал активно расти: дороги, магазины, дома построены везде, где только можно.
В 1865 году построена железная дорога от Курепипе до Порт-Луи через город Eau-Coulée и Mesnil.
В 1880-х годах население превысило 10 000 жителей.
12 ноября 1889 года Курепипе стал городом (ранее имел статус поселения), управляемым Советом.
Город сильно задела Первая мировая война и последовавшие за ней события, но в итоге в 1966 году Маврикия получила независимость от Великобритании. В 1968 году Совет в Курепипе упразднён и на его место встал муниципалитет. В городе начался бурный подъём, туда переселилось много жителей прибрежных территорий.
В 1980-х годах основан Ботанический сад, ныне являющийся одной из главных достопримечательностей города.

## Города-побратимы
- Кастель-Гандольфо, Италия